# Jesse Bosch
Jesse Bosch, né le 1er février 2000 à De Lutte aux Pays-Bas, est un footballeur néerlandais qui évolue au poste de milieu central au Willem II Tilburg.

## Biographie

### FC Twente
Né à De Lutte aux Pays-Bas, Jesse Bosch rejoint le FC Twente en 2010, en provenance du club de son village natale, le SV De Lutte. Il joue son premier match en équipe première le 30 octobre 2019, à l'occasion d'une rencontre de coupe des Pays-Bas face à De Treffers (en). Il entre en jeu à la place de Lindon Selahi lors de ce match perdu par son équipe (0-2). Bosch est alors l'un des joueurs les plus prometteurs du centre de formation de Twente.
Il joue son premier match en équipe dans l'Eredivisie lors de la saison 2019-2020, le 18 janvier 2020 face au FC Groningue. Il est titulaire lors de cette rencontre et les deux équipes se neutralisent (0-0). Le 11 mars 2020, Bosch signe un nouveau contrat avec le FC Twente, le liant avec le club jusqu'en 2022, avec une année en option.
Le 9 janvier 2021, Bosch inscrit son premier but en professionnel, contre le FC Emmen, en championnat. Son équipe s'impose par quatre buts à un ce jour-là.

### Willem II
Le 28 juillet 2022, Jesse Bosch quitte le FC Twente pour s'engager librement en faveur du Willem II Tilburg. Il signe un contrat de deux ans, soit jusqu'en juin 2024.

## Vie personnelle
Jesse Bosch a grandi à De Lutte près d'Enschede, club où est basé le FC Twente dont il est supporter depuis son enfance, tout comme le reste de sa famille.